# Marcus Antonius Polemo II
Pour les articles homonymes, voir Polémon.
Marcus Antonius Polemo II (grec ancien : Μάρκος Ἀντώνιος Πολέμων Πυθόδωρος) (mort vers 69/72), dynaste d'Olba et roi en Cilicie entre 54-69/72. Ce personnage a été parfois confondu avec son cousin contemporain et presque homonyme Polémon II du Pont.

## Origine et règne
Marcus Antonius Polemo II est le fils aîné de Marcus Antonius Polemo Ier. Il lui succède dans ses fonctions de « souverain client » de Rome comme « dynaste » d'Olba  et roi en Cilicie.

## Union
Marcus Antonius Polemo II épouse en 54 Bérénice fille d'Hérode Agrippa Ier  pour laquelle il accepte de se faire circoncire mais qui l'abandonne peu après.